# Obrotsjisjte
Obrotsjisjte, Obročište of Obrochishte (Bulgaars: Оброчище) is een dorp in het noordoosten van Bulgarije. Het dorp is gelegen in de gemeente Baltsjik, oblast Dobritsj.

## Bevolking
In tegenstelling tot de overige dorpen in oblast Dobritsj is het inwonersaantal van het dorp Obrotsjisjte vanaf 1934 snel toegenomen. Zo verdubbelde het inwonersaantal van 937 personen in 1934 tot een maximum van 2.650 personen in 1975. Na 1975 kwam een langzame maar geleidelijke bevolkingskrimp op gang. Zo werden er op 31 december 2019 zo'n 2.120 inwoners geregistreerd door het Nationaal Statistisch Instituut van Bulgarije.
|  |

Van de 2263 inwoners reageerden er 1921 op de optionele volkstelling van 2011. Van deze 377 respondenten identificeerden 1255 personen zichzelf als etnische Bulgaren (65,3%), gevolgd door een grote minderheid van 539 personen van de Roma (28,1%) en 95 Bulgaarse Turken (4,9%). 32 respondenten (1,7%) gaven geen definieerbare etniciteit op of behoorden tot een andere etnische groep.
| Etniciteit   | Aantal | %     |
| ------------ | ------ | ----- |
| Bulgaren     | 1255   | 65,3% |
| Turken       | 95     | 4,9%  |
| Roma         | 539    | 28,1% |
| Overig       | 32     | 1,7%  |
| Respondenten | 1921   |       |